# Азиатский маршрут AH2
Маршрут AH2 — маршрут международной азиатской сети. Длина 13 177 км.

## Протяжённость
- Индонезия — 1440 км
- Сингапур — 19 км
- Малайзия — 821 км
- Таиланд — 1549 км
- Мьянма — 807 км
- Индия — 339 км
- Бангладеш — 510 км
- Непал — 1024 км
- Пакистан — 1828 км
- Иран — 2310 км